# Cadash
Cadash é um jogo de espada e feitiçaria que combina elementos de jogo de plataforma e RPG. O jogo foi originalmente um arcade lançado pela Taito Corporation em 1989, posteriormente lançado para consoles como TurboGrafx 16 em 1990, e Sega Genesis/Mega Drive em 1992. O jogo foi incluído em Taito Memories Volume 2, que foi lançado para PlayStation 2 em 2005. Ele também foi incluído nas versões de Taito Legends 2 para PC e Xbox, que foi lançado em 2007.
Cadash é um exemplo do que viria a ser uma tendência bastante comum em jogos de arcade japonês-feito da década de 1990: a "plataforma-RPG". Cadash empresta muitos princípios de Wonderboy, combinando ação de plataforma de rolagem lateral com um sistema de RPG de estatísticas, níveis, dinheiro e magia.

## Jogabilidade
Quatro personagens podem jogar ao mesmo tempo na versão de arcade, e até dois nas versões de console porque só existem dois personagens.Guerreiro, mago, sacerdotisa e ninja, cada um com diferentes ataques, estatísticas e habilidades. Os jogadores, em seguida,devem proceder através de cada nível, matando monstros e chefes, coletando chaves para destrancar as portas e coletar ouro e experiência. Ouro também é tirado de inimigos mortos e baús de tesouro. Aldeias vendem itens, armas e armaduras e (nas versões de console) vidas extras, com cada aldeia encontraram fornecendo equipamentos melhores. Alguns aldeões e criaturas benevolentes também irão fornecer informações. A versão arcade tem um tempo de jogo limitado, que pode ser estendido através da compra de ampulhetas progressivamente mais caras nas lojas, ou por pegar bônus raros. Nas lojas e em lugares escondidos, são ervas medicinais que restaurar 10 HP se trouxe a zero e antídotos que curar veneno infligido pelos inimigos específicos. Existem também dois elixires no jogo que agem como ervas medicinais, exceto que eles restaurar todos os HP.
Existem cinco estágios do jogo. Fases de um, dois e quatro consistem em dois mundos, acima e abaixo do solo. Terceira fase consiste de três mundos. Estágio cinco situa-se inteiramente dentro Castelo Cadash. Os ambientes diferem significativamente, dos prados agradáveis para cavernas e florestas para ambientes subaquáticos. Alguns inimigos encontrados nesses níveis são derivados da mitologia comum, enquanto outros são totalmente feitos para o jogo.
Em ambos o arcade e os TurboGrafx-16 versões, existem quatro personagens jogáveis. No entanto, a versão de Sega Mega Drive/Genesis tem apenas o lutador e mage como personagens jogáveis, como as sacerdotisa e ninja caracteres estão faltando. Em todas as versões do jogo, os personagens variam significativamente em termos de poder e habilidades.
A versão arcade suporta um modo de "link" quatro jogadores usando duas maquinas de Cadash, com algumas limitações, tais como cada jogador tendo que escolher um personagem diferente e personagens jogando na mesma máquina sendo forçada a manter-se com o outro, não é possível aventurar-se "fora da tela". Modalidade Two-player está disponível nas versões de console.